# Styl motylkowy

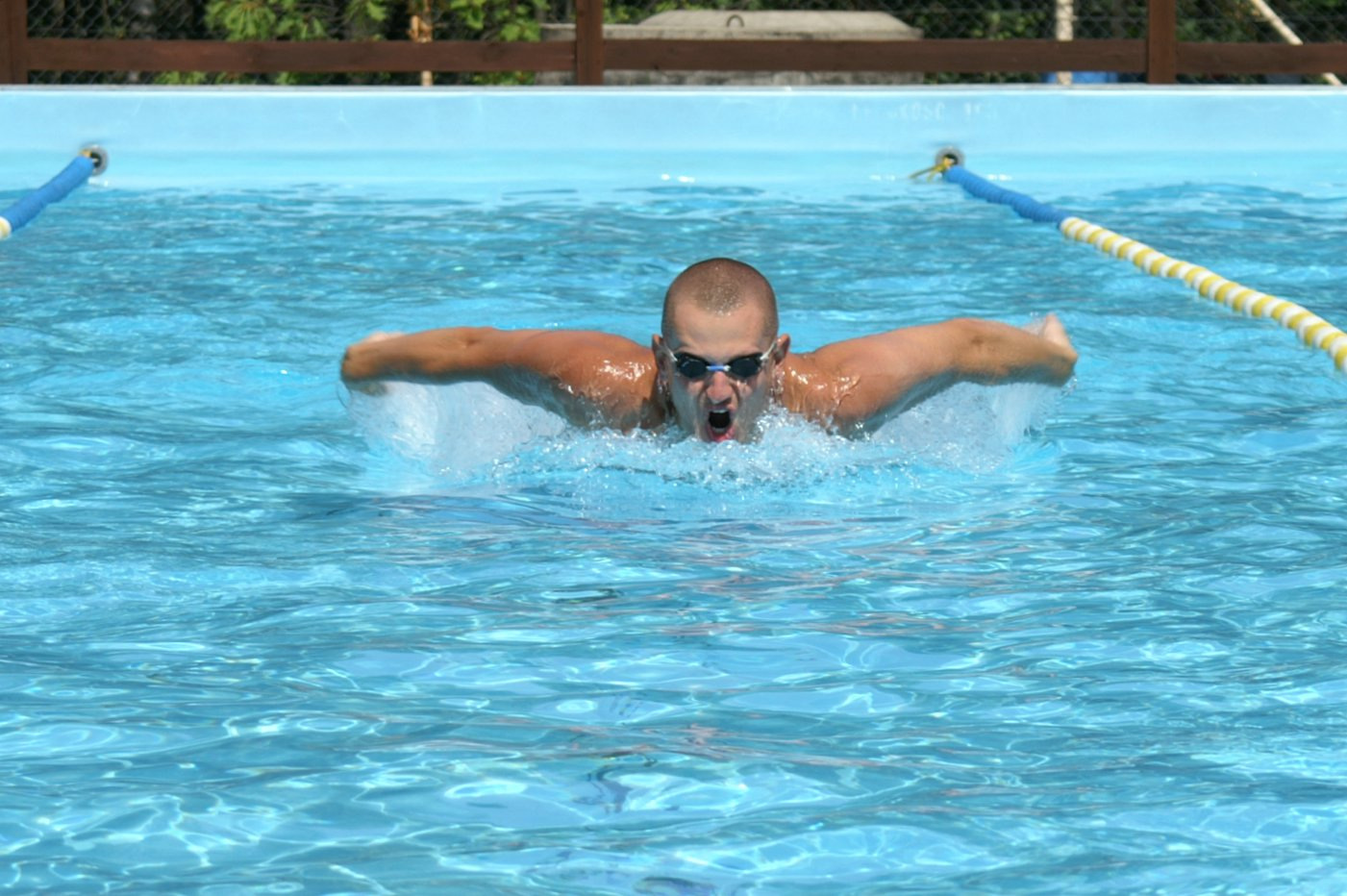
pływak płynący „delfinem”

Styl motylkowy ("motylek", "delfin") – styl pływacki uważany za najtrudniejszy z czterech podstawowych stylów pływackich, gdyż wymaga siły, koordynacji ruchów i umiejętności "falowania" w wodzie. Szybszy od niego jest tylko kraul. Styl motylkowy wymyślił w 1935 roku fizyk Volney Wilson, który w czasie studiów zanalizował ruchy pływających ryb. W 1938 roku płynąc "delfinem" wygrał eliminacje olimpijskie, ale został później zdyskwalifikowany, ponieważ styl był nowy i oficjalnie nieuznany. Oficjalnie zaprezentowano go w 1952 roku.
Pierwszym w Polsce pływakiem stylem delfin był w 1957 roku zawodnik „Spójni” Poznań Stanisław Frąckowiak.

## Technika
Technika pływania stylem delfin została zaczerpnięta z naturalnego ruchu delfinów w wodzie. Styl motylkowy jest bardzo efektywny, lecz wymaga siły, koordynacji ruchów i umiejętności „falowania” w wodzie. Jest to najtrudniejszy styl pływacki do opanowania. Charakteryzuje się jednoczesnym ruchem nad wodą obu rąk oraz odbijaniem się obiema nogami. Na jeden ruch ramion przypadają dwa odbicia nogami. Ramiona są przenoszone jednocześnie nad powierzchnią wody do przodu, a następnie równocześnie do tyłu. Ciało pozostaje w pozycji na piersiach, jego ułożenie ulega zmianom w wyniku pionowych ruchów tułowia i współdziałającą pracą nóg. Cały ruch falisty rozpoczyna się od głowy po nogi. Ruchy nóg muszą być wykonywane w sposób równoczesny. Jest to złożony i trudny do skoordynowania ruch.
Początkowo technika stylu motylkowego różniła się od współczesnej. Układ rąk wyglądał identycznie jak teraz, ale nogi pracowały tak jak w stylu klasycznym, czyli żabce.
